# Orapia
Orapia (лат.) — ископаемый род муравьёв, первоначально включённый в состав подсемейства Armaniinae, а в 2017 году перенесённый в Sphecomyrminae. Обнаружен в ископаемых остатках из мелового периода (Орапа, Ботсвана, Южная Африка), возрастом около 89 млн лет.

## Описание
Ископаемые муравьи. Длина тела 9 мм (Orapia minor) и 14 мм (Orapia rayneri). Голова с плавно закругленным затылочным краем. Глаза маленькие, яйцевидные, расположены выше середины головы. Жвалы беззубчатые, линейные, короткие, равномерно изогнутые. Усики нитевидные с очень коротким скапусом. Стебелёк одночлениковый, петиоль (2-й абдоминальный сегмент) широко прикреплен к 1-му сегменту брюшка, слегка расширен каудально, длиннее ширины. 1-й и 2-й брюшной (3-й и 4-й абдоминальный) сегменты без сужения на стыке. Жало короткое. Переднее крыло с ячейками 1 + 2r, 3r, rm и mcu закрыты, cua почти также. Ячейка 1 + 2r подразделяется рудиментом 1r-rs, rs-m пересекается с Rs дистальнее 2r-rs, таким образом делая ячейку rm гексагональной. Жилка 1Rs, образующая острый угол с R1, направлена постероапикально. Ячейка mcu пятиугольная. Птеростигма полностью окаймлена жилками. Заднее крыло с жилками Rs, M и Cu.
Род Orapia был впервые выделен в 2004 году российским мирмекологом Геннадием Михайловичем Длусским (МГУ, Москва) с коллегами вместе с описанием типового вида. Название рода Orapia происходит от места обнаружения (Орапа, Ботсвана). Первоначально включён в состав подсемейства Armaniinae. В 2017 году его перенесли в состав Sphecomyrminae (Borysenko, 2017), однако в 2019 снова подразумевалось положение в составе Armaniinae (Barden & Engel, 2019).
- † Orapia Dlussky, Brothers & Rasnitsyn, 2004
  - † Orapia minor Dlussky, Brothers & Rasnitsyn, 2004
  - † Orapia rayneri Dlussky, Brothers & Rasnitsyn, 2004